# Polistes apachus

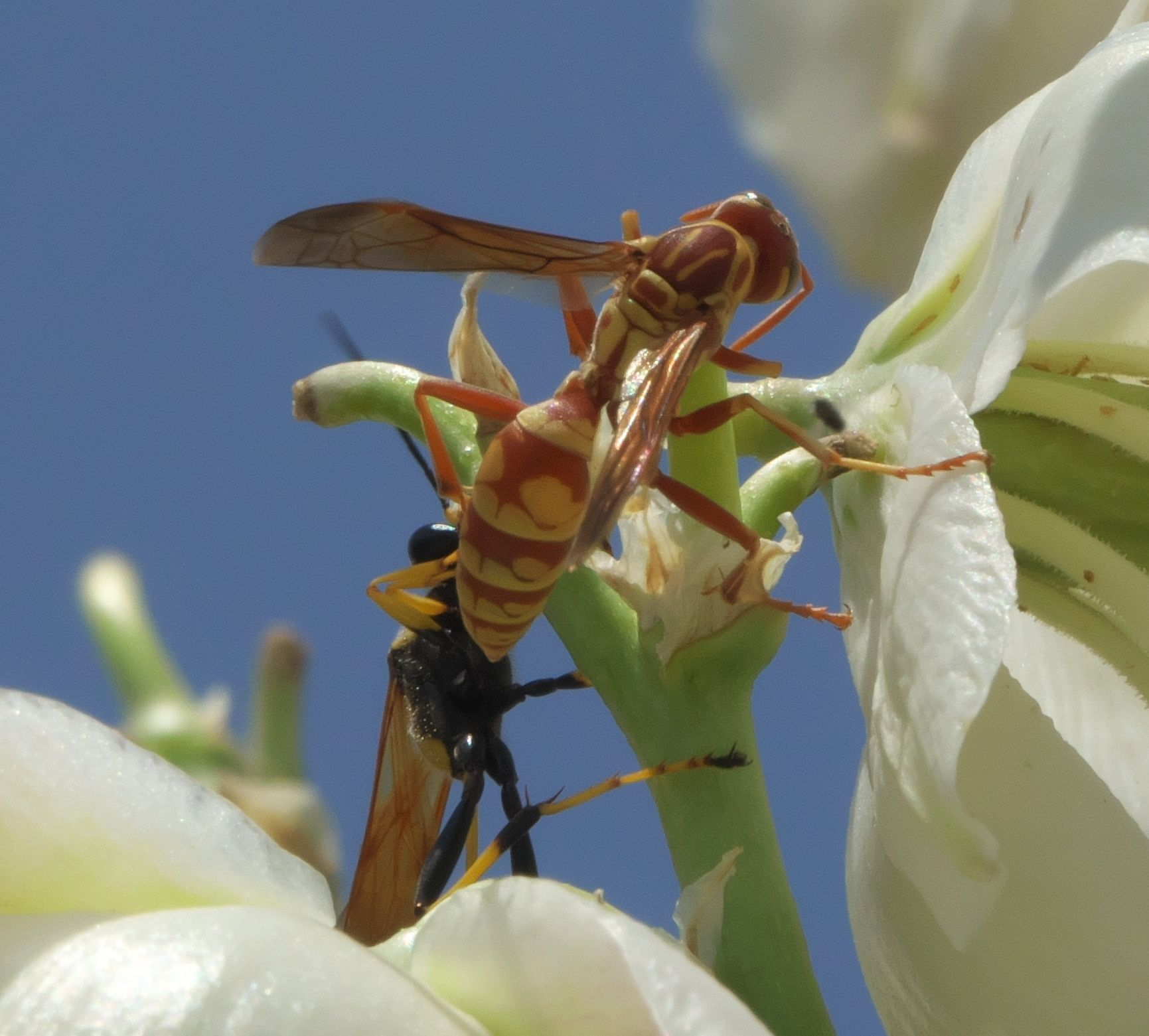
Polistes apachus

Polistes apachus (лат.) — вид общественных бумажных ос рода Polistes семейства Vespidae. Широко распространён на западе Северной Америки, от США до Мексики. В английском языке она известна под общим названием Texas paper wasp, или southwestern Texas paper wasp. Её также называли апачской осой, что, возможно, впервые было отмечено Симмонсом и et al в Калифорнии в 1948 году. Симмонс и et al сообщили, что в Калифорнии P. apachus часто встречается в фиговых садах, где считается видом-вредителем из-за агрессивных нападений и болезненных укусов на работников фермы во время сбора урожая в сентябре и октябре. Иногда его можно встретить и в других видах садов или на виноградниках, но в Калифорнии он также часто устраивает гнёзда в домах или на домах в городских районах на чердаках или под карнизами зданий. Это вид бумажных ос, которые используют бумажный материал для строительства своих гнёзд.

## Таксономия
Первоначально название Polistes apachus было дано Анри Луи Фредериком де Соссюром в 1857 году. Филогенетическое исследование, проведённое Пикеттом с соавторами в 2006 году, не смогло выявить ничего ясного в отношении родства различных видов Polistes между собой.

## Описание
Оса среднего и крупного размера. Polistes apachus может вырасти до максимальной длины около 20 мм. Основная окраска тела золотисто-коричневая. Как почти у всех или большинства видов Polistes, между откладывающими яйца королевами и рабочими особями нет заметных различий в размерах или внешнем виде .

## Распространение
Polistes apachus был впервые собран в 1856 году швейцарским учёным и специалистом по осам Анри де Соссюром, который путешествовал на север из центральной Мексики в Нуэво-Мексико — обширную территорию от современной Невады до Техаса, которую за несколько лет до этого заняли и аннексировали Соединённые Штаты.
P. apachus обитает в США и Мексике. Бохарт и Бехтель считали, что калифорнийская популяция не связана с остальными популяциями на востоке Мексики и в США,[6] однако этот вид был собран в прилегающих районах к югу до Нижней Калифорнии и на востоке до Аризоны.

## Экология

### Место обитания
Polistes apachus часто устраивает свои гнёзда в виноградниках и фруктовых садах, а также может быть найден в городских районах. Предположительно считается, что P. apachus зародился в местах обитания, связанных с кустарниками и лугами, в большей степени, чем с лесами.